# Flaga Szlezwika-Holsztynu
Flaga Szlezwika-Holsztynu - składa się z trzech równych poziomych pasów, niebieskiego na górze, białego na środku i czerwonego na dole. Kolory flagi symbolizują prowincje historyczne, z których składa się kraj. Pas niebieski reprezentuje Szlezwik, natomiast pas biały i pas czerwony symbolizują Holsztyn. Herb przedstawia na prawym (heraldycznie) polu dwa błękitne lwy (Szlezwik), a drugie biały liść pokrzywy (Holsztyn). Flaga cywilna nie posiada herbu.
Uchwalona 18 stycznia 1957 roku. Proporcje 3:5.